# Episodi di Past Life
La prima ed unica stagione della serie televisiva Past Life è stata trasmessa in prima visione negli Stati Uniti d'America da Fox dal 9 febbraio 2010, venendo sospesa e cancellata per bassi ascolti dopo 7 episodi prodotti.
In Italia la serie è stata trasmessa in prima visione da Rai 2 dal 9 gennaio 2011, venendo sospesa per bassi ascolti dopo 2 episodi. La ripresa della programmazione è stata dall'11 marzo 2011 al 1º aprile 2011
| nº | Titolo originale | Titolo italiano         | Prima TV USA     | Prima TV Italia |
| -- | ---------------- | ----------------------- | ---------------- | --------------- |
| 1  | Pilot            | Un'altra vita           | 9 febbraio 2010  | 9 gennaio 2011  |
| 2  | Dead Man Talking | Nel braccio della morte | 11 febbraio 2010 | 16 gennaio 2011 |
| 3  | Soul Music       | Soul music              | 18 febbraio 2010 | 11 marzo 2011   |
| 4  | Saint Sarah      | Santa Sarah             | 28 maggio 2010   | 18 marzo 2011   |
| 5  | Gone Daddy Gone  | Un padre scomparso      | 4 giugno 2010    | 25 marzo 2011   |
| 6  | All Fall Down    | La regressione di Henry | inedita          | 27 marzo 2011   |
| 7  | Running on Empty | Correndo nel vuoto      | inedita          | 1º aprile 2011  |